# Мускат, Джессика
Джессика Мускат (мальт. Jessika Muscat, 27 февраля 1989, Моста, Мальта) — мальтийская певица и актриса, более известная под сценическим псевдонимом Jessika. Вместе с Дженифер Бренинг представила Сан-Марино на песенном конкурсе «Евровидение 2018» с песней «Who We Are», однако в финал не прошла.

## Биография
Ранее Джессика пыталась представлять свою страну каждый год с 2009 по 2016 год. В настоящее время она также играет роль Эммы в мальтийской мыльной опере «Ħbieb u Għedewwa».